# Tilma

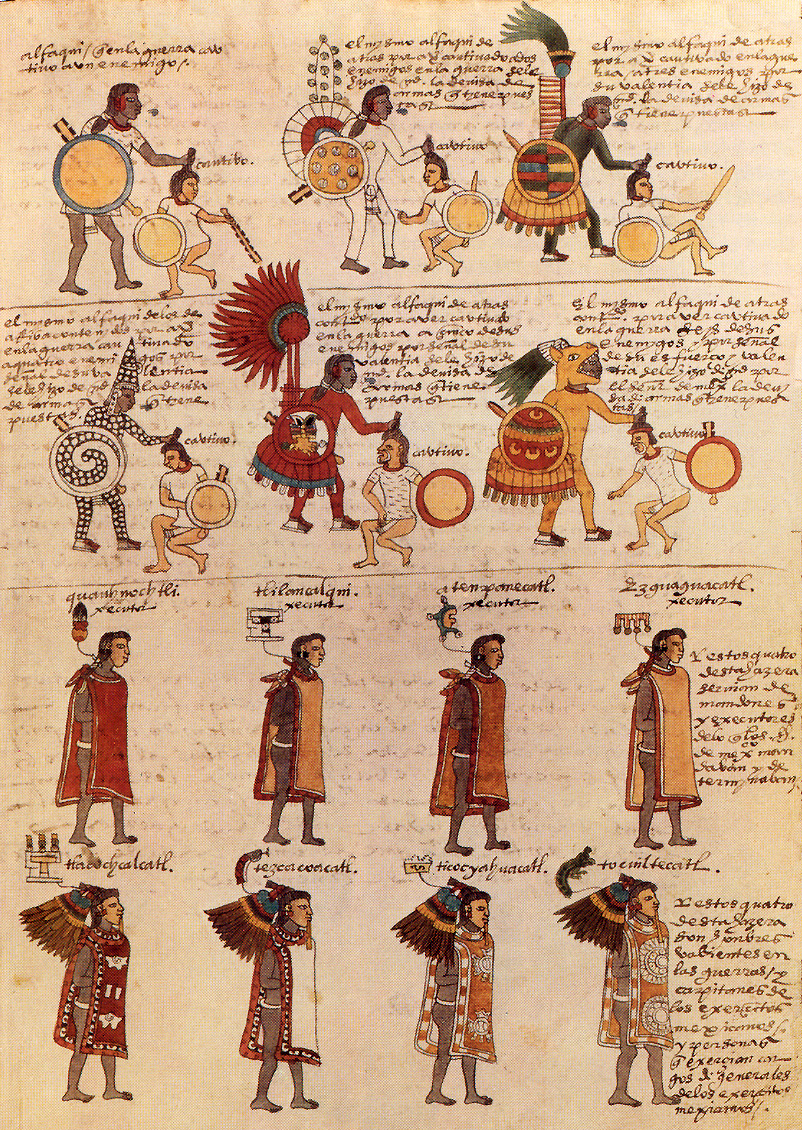
Ilustração de sacerdotes guerreiros no Códice Mendoza vestindo trajes de batalha e tilmas

Tilma ou tilmàtli era um tipo de vestimenta externa usada pelos homens como capa, documentada desde o final do pós-clássico e início das eras coloniais entre os astecas e outros povos do centro do México. A vestimenta deveria ser usada na frente como um avental longo ou, alternativamente, pendurada nos ombros como uma capa. Também era frequentemente usado como uma bolsa.